# Israelisk pruta

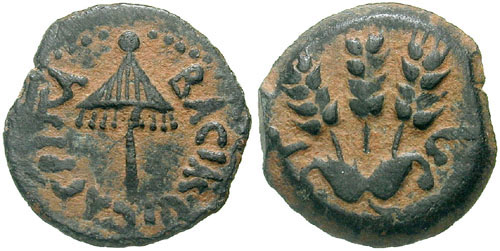
Pruta från Agrippa I:s regeringstid.

Pruta (hebreiska: פרוטה; plural: prutot) var en valutaenhet i Israel före 1960.
Prutan infördes strax efter Israels etablering, som en tusendel av det israeliska pundet. Den ersatte milen, som utgjorde en tusendel av det palestinska pundet.
Ordet pruta är ett lånord från mishnaisk hebreiska, där det betyder ”ett mynt av mindre värde”. Ordet härleddes troligen ursprungligen från ett arameiskt ord med samma betydelse. Prutan avskaffades 1960 när den israeliska regeringen ändrade det israeliska pundets indelning till 100 agorot. Detta steg var nödvändigt på grund av den konstanta devalveringen av det israeliska pundet, vilket gjorde att mynt mindre än 10 prutot var överflödiga.
Denna pruta skall inte förväxlas med den halachiska prutan, vilket är det minsta penningvärdet för en rad olika halachiska tillämpningar, bland annat det minst värdet man är skyldig att lämna tillbaka vid stöld, det minsta värdet som krävs för att åstadkomma ett äktenskap och den minsta investeringen som krävs för att betraktas som en investerare (motsvarar 0,025 gram rent silver).